# 遠淺站
遠淺站（日语：／ Toasa eki */?）是位於北海道勇拂郡安平町遠淺，北海道旅客鐵道（JR北海道）的室蘭本線車站。

## 歷史

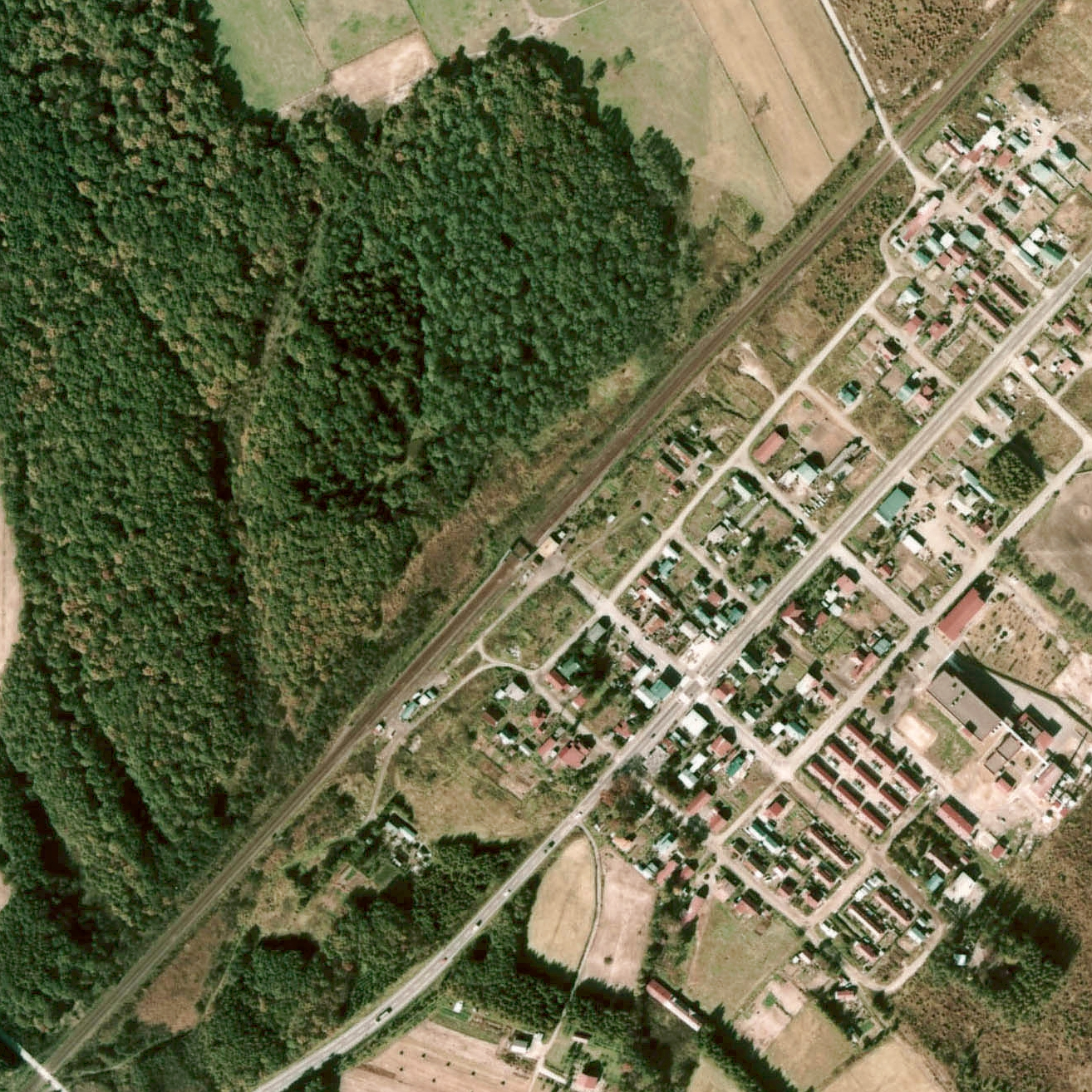
1975年遠淺站周邊約750米範圍。

- 1902年（明治35年）9月21日：北海道炭礦鐵道沼之端站至早來站之間開設此站[2]。當時為一般車站[1]。
- 1906年（明治39年）10月1日：北海道炭礦鐵道的鐵路線被國有化（日语：鉄道国有法），成為官設鐵道車站[1]。
- 1909年（明治42年）10月12日：制定路線名稱室蘭本線。
- 1972年（昭和47年）3月16日：結束貨物起卸業務[1]。
- 1980年（昭和55年）5月15日：結束行李起卸業務[1]。同時成為無人車站[3]（簡易委託化）。
- 1987年（昭和62年）4月1日：伴隨國鐵分割民營化，車站由北海道旅客鐵道（JR北海道）營運[1]。
- 日期不詳[注 1] - 廢止簡易委託，完全成為無人車站。

### 站名的由來
遠淺站的站名來自附近的地名。附近的地名包括了愛奴語中的「towa-sa」（羊齒之平原）、「to-asamu」（沼澤深處）與「to-samu」（沼之端）等。而「to-asamu」的意思是安平川後方的濕地地帶。

## 車站構造
車站是一座地面車站，設有2面2線的相對式月台。兩月台之間設有跨線橋連接，跨線橋是L形設計。靠近車站大樓一方為上行1號月台，對面月台為下行2號月台。
此站是由追分站管理的無人車站。車站大樓位於站內東邊，1號月台中央部分。在有人車站時代，車站大樓進行翻新，大樓與虎杖濱站屬同款。但是此站與虎杖濱站車站大樓的博風板配色相異，此站使用了深紅色。此站與虎杖濱站均設有廁所。

### 月台
| 月台 | 路線      | 上下行 | 方向             |
| ---- | --------- | ------ | ---------------- |
| 1    | ■室蘭本線 | 上行   | 苫小牧、糸井方向 |
| 2    | ■室蘭本線 | 下行   | 追分、岩見澤方向 |

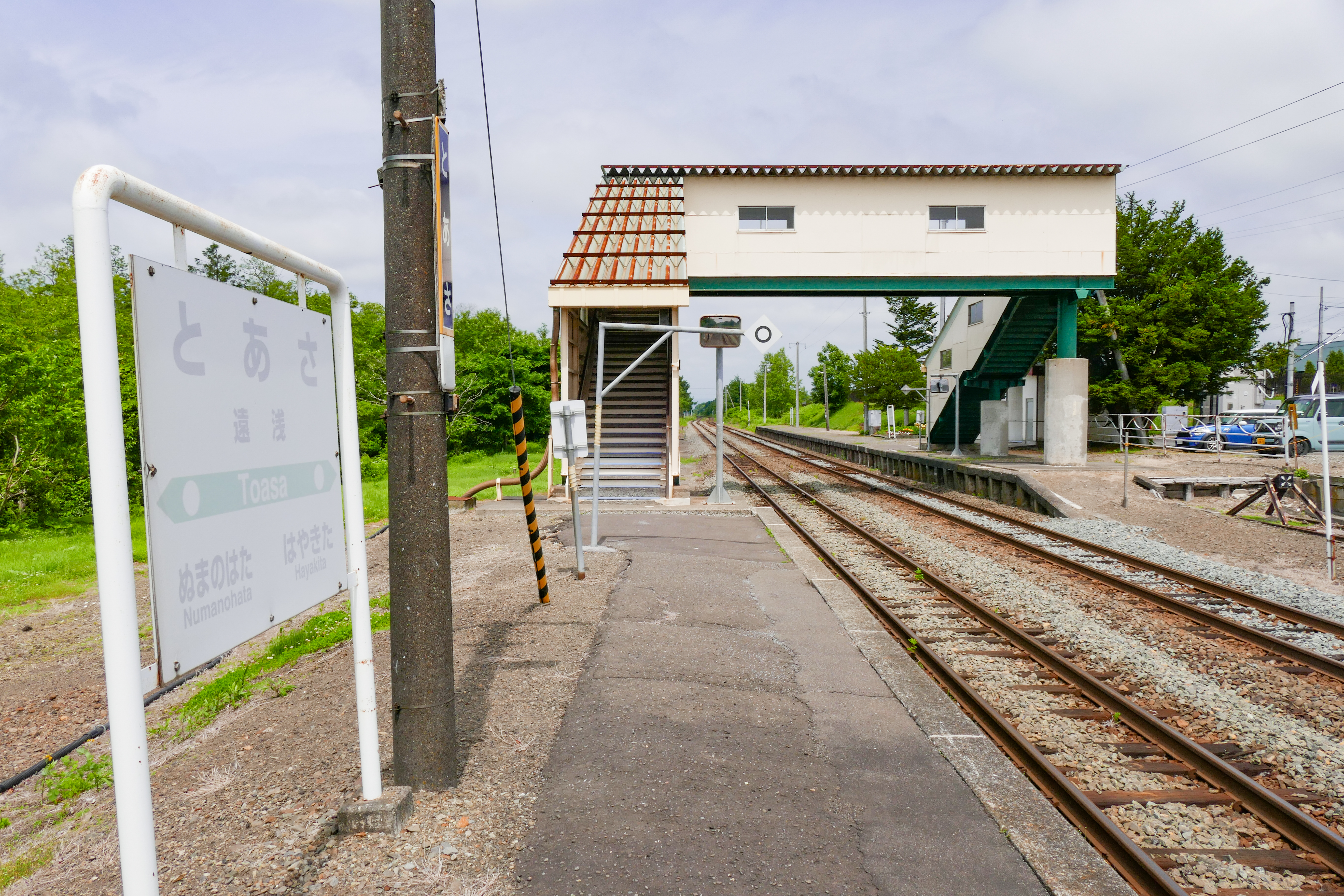
月台（2022年6月）
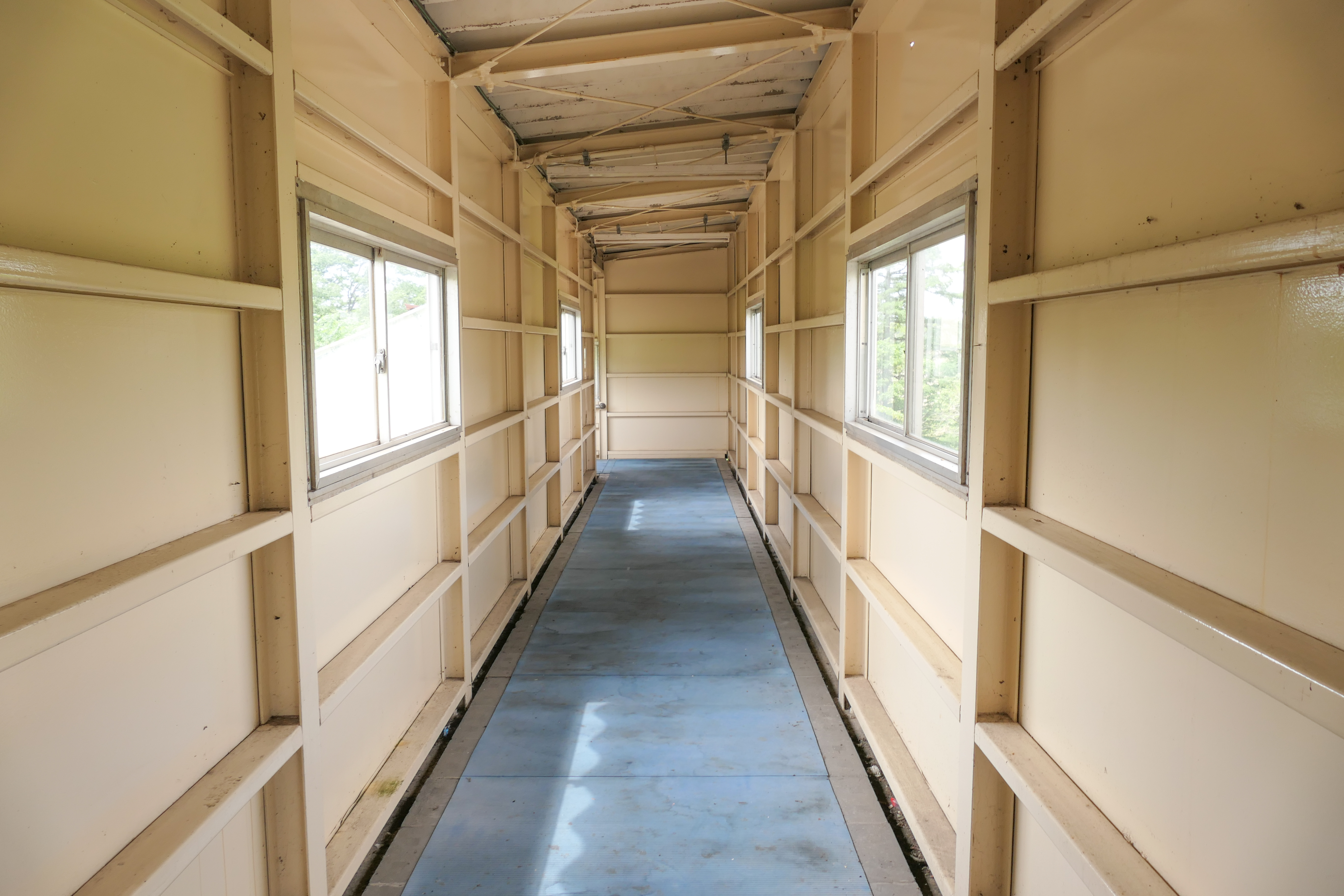
跨線橋（2022年6月）
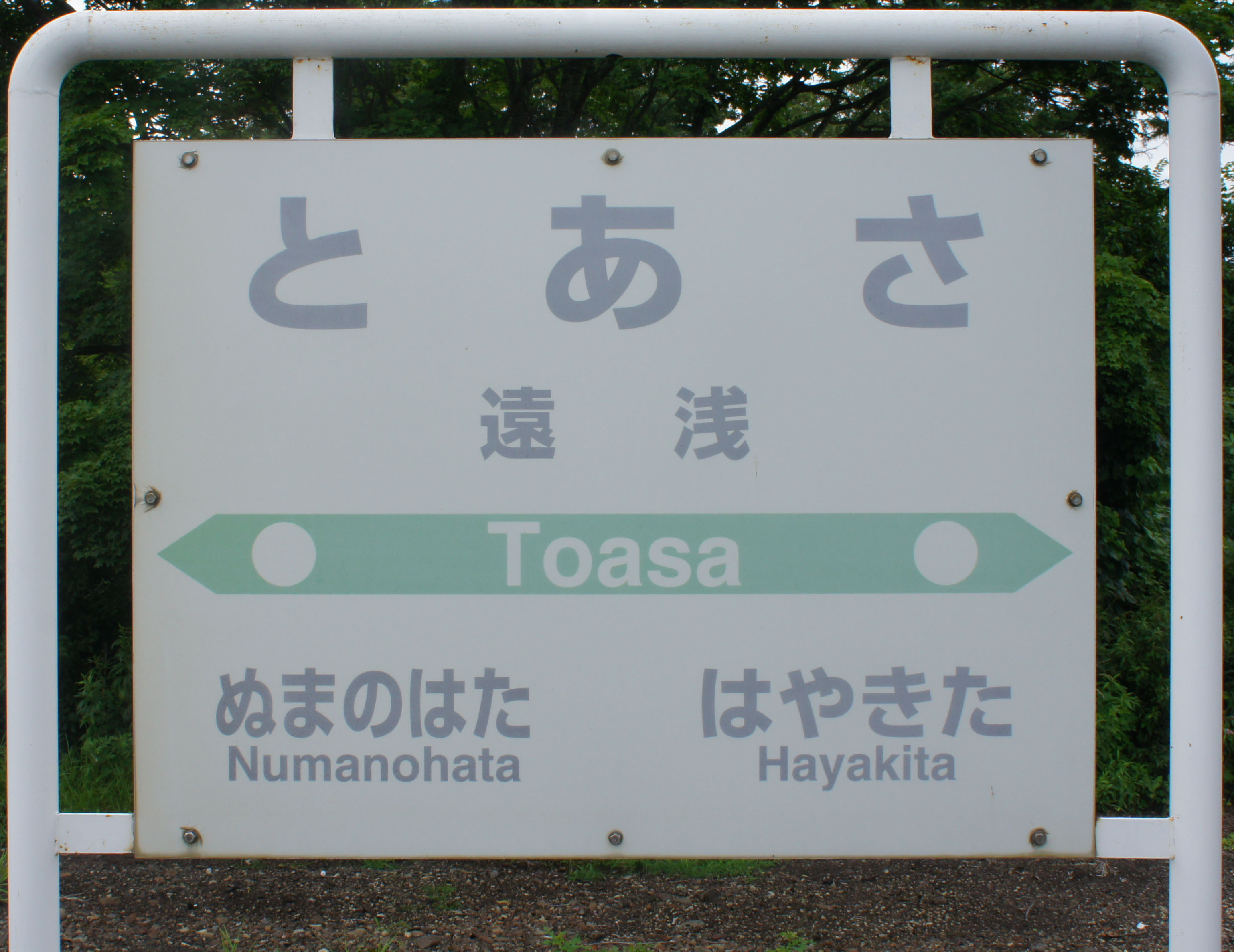
站名牌（2017年7月）

## 使用狀況
- 在1981年度（昭和56年度）的1日上下車人次為89人[7]。
- 在1992年度（平成4年度）的1日上下車人次為128人[5]。
- 在2012 - 2016年（平成24 - 28年）的乘車人次（指定平日調査）為平均36.8人[8]。
- 在2013 - 2017年（平成25 - 29年）的乘車人次（指定平日調査）為平均34.8人[9]。
- 在2014 - 2018年（平成26 - 30年）的乘車人次（指定平日調査）為平均31.6人[10]。
- 在2015 - 2019年（平成27 - 令和元年）的乘車人次（指定平日調査）為平均30.2人[11]。

## 車站周邊
車站附近較多住宅。另外也有廣寬的乳業農場。
- 北海道道482號豐川遠淺停車場線
- 國道234號
- 苫小牧警署（日语：苫小牧警察署）遠淺駐在所
- 遠淺郵局
- 安平町立遠淺小學
- 遠淺公園
- 羅森安平町遠淺店
- 遠淺川
- 厚真巴士（日语：あつまバス）「遠淺駅站」巴士站

## 相鄰車站
北海道旅客鐵道（JR北海道）
室蘭本線
沼之端－遠淺－早來

## 注腳